# Lieven Coppieters
Lieven Coppieters, afgekort tot artiestennaam Lieven (Gent, 1952) is een Belgische zanger, gitarist en pianist. Lieven  is vooral bekend van zijn album Jus d'Orange uit 1976.

## Biografie
Lieven studeerde een tijdlang musicologie in Leuven en volgde enkele jaren conservatorium in Gent. Intussen was hij actief in de folkscene. Via Paul Evrard, de partner van zijn zus Annemie, die werkte voor de radioprogramma's van Marc Moulin op de RTBF, slaagde hij erin een contract te tekenen bij het platenlabel Asylum Records, waar toen nog enkel Amerikaanse artiesten als Tom Waits, Bob Dylan en de Eagles waren ondergebracht. 
Bij Asylum bracht Lieven in 1976 zijn plaat Jus d'Orange uit. Het album werd opgenomen in de Soundpush-studio in het Nederlandse Blaricum. Lieven zong en speelde er gitaar en piano op. Daarnaast zijn ook Marc Moulin te horen, die Moog-synthesizer, elektrische piano en celesta bespeelde en ook de arrangementen verzorgde, fluitist Jan Vercruysse, drummer Bruno Castellucci en gitarist Eef Albers. De teksten zijn van de hand van Jan De Vuyst. De plaat was zowel beïnvloed door de toen zeer populaire kleinkunst en de folk van Bob Dylan en James Taylor, als door de jazz, funk en soul van Stevie Wonder en Al Jarreau. Jus d'Orange viel in de smaak bij pers en publiek en de nummers Neerhof, Niemand weet en Tuinfeest werden radiohits.
Na Jus d'Orange werd Lieven echter vooral actief achter de schermen in de muziekwereld. Hij werkte nog met Jan De Vuyst en Wim De Craene aan de musical Help, ik win een miljoen in 1977 en de NTGent-productie Jungleboek, die in 1993 werd bewerkt voor televisie. Ook schreef hij nummers voor Isabelle A.  
In 1998 bracht Warner Music Group Jus d'Orange uit op cd, in 2013 werd de cd opnieuw uitgebracht. Ook op onlinediensten valt ze te vinden. In 2012 bracht Lieven enkele nummers van de plaat nog eenmaal live, op de Radio 1-sessie waar Yevgueni de centrale gast was. Op 3 juni 2021 komt de elpee opnieuw uit op geel transparant vinyl, op het label BLP Records in een oplage van 500 exemplaren.

## Discografie
- Jus d'Orange (Asylum, 1976)